# Лозановка (Приморский район)
Лоза́новка (укр. Лозанівка) — село,
Борисовский сельский совет,
Приморский район,
Запорожская область,
Украина.
Код КОАТУУ — 2324880203. Население по переписи 2001 года составляло 484 человека.

## Географическое положение
Село Лозановка находится на правом берегу реки Обиточная,
выше по течению примыкает село Новопавловка,
ниже по течению примыкает село Борисовка.

## История
- 1862 год — дата основания на месте аула Конурбаш.

## Экономика
- Молочно-товарная ферма.

## Известные люди
В селе родились Герой Советского Союза Иван Мерзляк и лётчик-истребитель Виктор Константинович Ревуцкий, именем которого названа улица в Бердянске.